# Football Club Internazionale 1912-1913
Questa voce raccoglie le informazioni riguardanti il Football Club Internazionale nelle competizioni ufficiali della stagione 1912-1913.

## Stagione
L'Internazionale arriva terza nel girone gestito dal Comitato Regionale Lombardo, squadre liguri e lombarde, e non si qualifica per le finali nazionali. Il 1º gennaio 1913 inaugura il nuovo campo di via Goldoni ospitando la Società Podistica Lazio.

## Rosa
| N. |                   | Ruolo | Calciatore       |
| -- | ----------------- | ----- | ---------------- |
|    | Italia (bandiera) | A     | Ermanno Aebi     |
|    | Italia (bandiera) | C     | Luigi Arrigoni   |
|    | Italia (bandiera) | A     | Franco Bontadini |
|    | Italia (bandiera) | C     | Giuseppe Caimi   |
|    | Italia (bandiera) | P     | Piero Campelli   |
|    | Italia (bandiera) | A     | Gustavo Carrer   |
|    | Italia (bandiera) | C     | Aldo Cevenini    |
|    | Italia (bandiera) | A     | Luigi Cevenini   |
|    | Italia (bandiera) | D     | Mario Cevenini   |

| N. |                     | Ruolo | Calciatore       |
| -- | ------------------- | ----- | ---------------- |
|    | Italia (bandiera)   | C     | Enrico Crotti    |
|    | Svizzera (bandiera) | D     | Oscar Engler     |
|    | Italia (bandiera)   | C     | Virgilio Fossati |
|    | Brasile (bandiera)  | A     | Achille Gama     |
|    | Italia (bandiera)   | D     | Mario Moretti    |
|    | Svizzera (bandiera) | C     | Ernest Peterly   |
|    | Italia (bandiera)   | C     | Paolo Scheidler  |
|    | Svizzera (bandiera) | C     | Adolph Stebler   |
|    | Italia (bandiera)   | D     | Oreste Viganò    |

## Calciomercato
| Acquisti | Acquisti       | Acquisti | Acquisti   |
| R.       | Nome           | da       | Modalità   |
| -------- | -------------- | -------- | ---------- |
| D        | Mario Cevenini | Milan    | definitivo |
| C        | Ernest Peterly | Brühl    | definitivo |
| C        | Gustavo Carrer | Milan    | definitivo |
| A        | Aldo Cevenini  | Milan    | definitivo |
| A        | Luigi Cevenini | Milan    | definitivo |

| Cessioni | Cessioni                | Cessioni    | Cessioni          |
| R.       | Nome                    | da          | Modalità          |
| -------- | ----------------------- | ----------- | ----------------- |
| D        | Alessandro De Magistris |             | svincolato        |
| D        | Roberto Fronte          | Alessandria | permesso militare |
| D        | Paillard                |             | svincolato        |
| C        | Ernesto Crespi          | Aurora      | definitivo        |
| A        | Luigi Boffi             |             | svincolato        |
| A        | Ugo Ferradini           |             | svincolato        |

## Risultati

### Prima Categoria

#### Girone lombardo-ligure

##### Girone d'andata
| Arbitro: | Meazza (Milano) |

|                          |           |       |
| Bontadini Maineri (aut.) | Marcatori | Grant |

| Arbitro: | Moda (Milano) |

|  |           |             |
|  | Marcatori | L. Cevenini |

| Arbitro: | Scamoni (Torino) |

|               |           |                        |
| Bontadini 42’ | Marcatori | 40’ Rizzi 46’ Van Hege |

| Arbitro: | Pippo (Genova) |

|         |           |                                  |
| Biraghi | Marcatori | Bontadini Gama Aebi (aut.) Weiss |

| Arbitro: | Resegotti (Milano) |

|                           |           |  |
| Sardi Giordano Santamaria | Marcatori |  |

##### Girone di ritorno
| Arbitro: | Goodley (Torino) |

|  |           |                  |
|  | Marcatori | (aut.) F. Crocco |

| Arbitro: | Pippo (Genova) |

|             |           |  |
| A. Cevenini | Marcatori |  |

| Arbitro: | Goodley (Torino) |

|           |           |  |
| Treré 76’ | Marcatori |  |

| Arbitro: | Cattaneo (Milano) |

|                     |           |  |
| Aebi Gama Bontadini | Marcatori |  |

| Arbitro: | Meazza (Milano) |

|                                   |           |       |
| Bontadini Gama Caimi Fossati Aebi | Marcatori | Sardi |

## Statistiche

### Statistiche di squadra
| Competizione    | Punti | In casa | In casa | In casa | In casa | In casa | In casa | In trasferta | In trasferta | In trasferta | In trasferta | In trasferta | In trasferta | Totale | Totale | Totale | Totale | Totale | Totale | DR  |
| Competizione    | Punti | G       | V       | N       | P       | Gf      | Gs      | G            | V            | N            | P            | Gf           | Gs           | G      | V      | N      | P      | Gf     | Gs     | DR  |
| --------------- | ----- | ------- | ------- | ------- | ------- | ------- | ------- | ------------ | ------------ | ------------ | ------------ | ------------ | ------------ | ------ | ------ | ------ | ------ | ------ | ------ | --- |
| Prima Categoria | 12    | 5       | 3       | 0       | 2       | 15      | 6       | 5            | 3            | 0            | 2            | 6            | 8            | 10     | 6      | 0      | 4      | 24     | 14     | +10 |